# 江苏省高邮中学
江苏省高邮中学（英语：Gaoyou Middle School of Jiangsu Province，简称邮中），是位于中国江苏省高邮市的一所高级中学，它的前身是创办于清光绪三十一年（1905年）的赞化学堂，是江苏省重点中学之一。知名校友有国际电信联盟现任秘书长赵厚麟、著名作家汪曾祺等。

## 历史
江苏省高邮中学初创于清光绪31年（1905年），原名赞化学堂。1923年定名为“高邮县初级中学”，1955年增办高中，更名为“高邮县中学”。1966年改校名为“东方红中学”，1968年复改名为“高邮县中学”。1991年初，因高邮撤县设市，学校更名为“高邮市中学”，2005年经江苏省教育厅批准，学校更名为“江苏省高邮中学”。
在20世纪六十年代，江苏省高邮中学被列入应当办好的省重点中学，1979年成为江苏省九十多所重点中学之一，1993年再次通过省重点中学验收，2005年晋升为江苏省四星级高中。
1999年高邮市中学初高中分离，初中部更名为高邮市赞化学校（公办民助），临时实行“两部一校”。2001年高中部迁入新校园，赞化学校成为留在老校园的一所独立初级中学并于2003年改制为民办学校。

## 现状

### 高考成绩
2019年，江苏省高邮中学文化类应届生836人，文化类达本一线659人，上线率78.8%；本二达线831人，上线率99.4%

### 校际交流
江苏省高邮中学与澳大利亚汉密尔顿·亚历山德拉学院于2000年结为姊妹学校。双方每年都会派师生互访。双方的校际交流成果被江苏省人民政府外事办公室收录在“江苏省对外开放30周年成果展”一书中。

### 成就
江苏省高邮中学先后被评为：
- “江苏省文明学校”
- “江苏省德育先进学校”
- “江苏省学校体育工作先进单位”
- “江苏省中小学党建工作先进集体”
- “江苏省爱国卫生先进单位”
- “江苏省群众体育先进学校”
- “江苏省‘五四’红旗团委”
- “江苏省现代教育技术实验学校”
- “江苏省红旗基层党校”
- “江苏省优美校园”
- “江苏省园林式单位”
- “江苏省绿色学校”
- “江苏省平安校园”
- “扬州市模范学校”
- “扬州市文明单位”
- “扬州市先进学校”

## 相关事件

### 寒暑假违规补课
2016年，江苏省高邮中学在寒假期间对高二、高三的学生进行补课，同时表示在正式开学后收取补课费用。有学生认为此事违规并举报，截至2019年7月未得到相关回应。
据学生透露，江苏省高邮中学2019年暑假亦进行补课。部分教师认为“其他学校都在补课”，所以“补课很正常”。

### 违规提前开学
2014年，据江苏省高邮中学一位学生介绍，该校高二学生都在2月10日被要求提前返校开学，而高三年级在2月8号开始返校补课。在2月8日返校时，高三年级学生被要求交纳了260元，但学生并未被告知这笔钱的用途。按照教育部门的统一规定，2014年江苏省中小学的寒假至2月16日结束，2月17日上课。
人民网记者就此事于2月10日下午致电江苏省高邮中学核实情况，工作人员表示“没有开学”并否认已有学生到校上课，同时拒绝透露身份。
2月11日，人民网报道了江苏省高邮中学假期要求学生返校上课一事，引起广泛关注。当天，学校让高二学生回家。该校办公室一位工作人员表示，10日上午之所以有大量学生在校园，只是返校来拿书的，并没有上课。

### 提前招生
2019年5月15日上午，江苏省高邮中学在当地两所初中（南海中学、汪曾祺学校）分别举行提前招生考试，录取了51名学生。有人对此提出质疑，怀疑其中存在违规及对其他学生的不公平。扬州市官员认为“初中学校为了拓宽学有余力学生的发展路径，组织在校学生进行了部分学科的兴趣特长班学习，并不会影响优秀学生进入高中学校就读。”

## 外部連結
- 官方网站